# Parti agrarien de Moldavie
Le Parti agrarien de Moldavie (en roumain : Partidul Agrar din Moldova, abrégé en PAM) est un parti politique moldave.

## Idéologie
Le parti agrarien est social-démocrate et, dans la controverse identitaire que connaît le pays depuis son indépendance, il se positionne comme indépendantiste et centriste entre le « camp roumaniste » pro-européen, majoritairement libéral et qui souhaite un rapprochement avec la Roumanie, et le « camp moldaviste » pro-russe, majoritairement communiste et qui souhaite un rapprochement avec la Russie.

## Histoire
Le Parti agrarien a été présent au parlement moldave entre 1992 et 1998, période durant laquelle il a été le plus grand parti de Moldavie, l'électorat craignant alors autant une invasion armée russe (en raison de la guerre du Dniestr) que la crise économique à laquelle était confrontée la Roumanie voisine (en raison d'une transition difficile). Lors des élections législatives de 1994, il reçoit 43,18 % et 47 % des voix lors des élections locales de 1995. L'essor sur sa gauche du parti communiste reconstitué et sur sa droite des partis libéraux pro-roumains, radicalise politiquement la société moldave en « camps rivaux », ce qui provoque l'effondrement du parti agrarien lors des élections législatives de 1998 avec seulement 3,63 % des voix.

## Élections législatives
| Année | Voix    | %    | Sièges   | Rang | Gouvernement |
| ----- | ------- | ---- | -------- | ---- | ------------ |
| 1994  | 766 589 | 43,2 | 56 / 104 | 1er  |              |
| 1998  | 58 874  | 3,6  | 0 / 101  | 5e   |              |
| 2001  | 18 473  | 1,2  | 0 / 101  | 12e  |              |